# Stictocardia tiliifolia
Stictocardia tiliifolia là một loài thực vật có hoa trong họ Bìm bìm. Loài này được (Desr.) Hallier f. miêu tả khoa học đầu tiên năm 1893.

## Hình ảnh

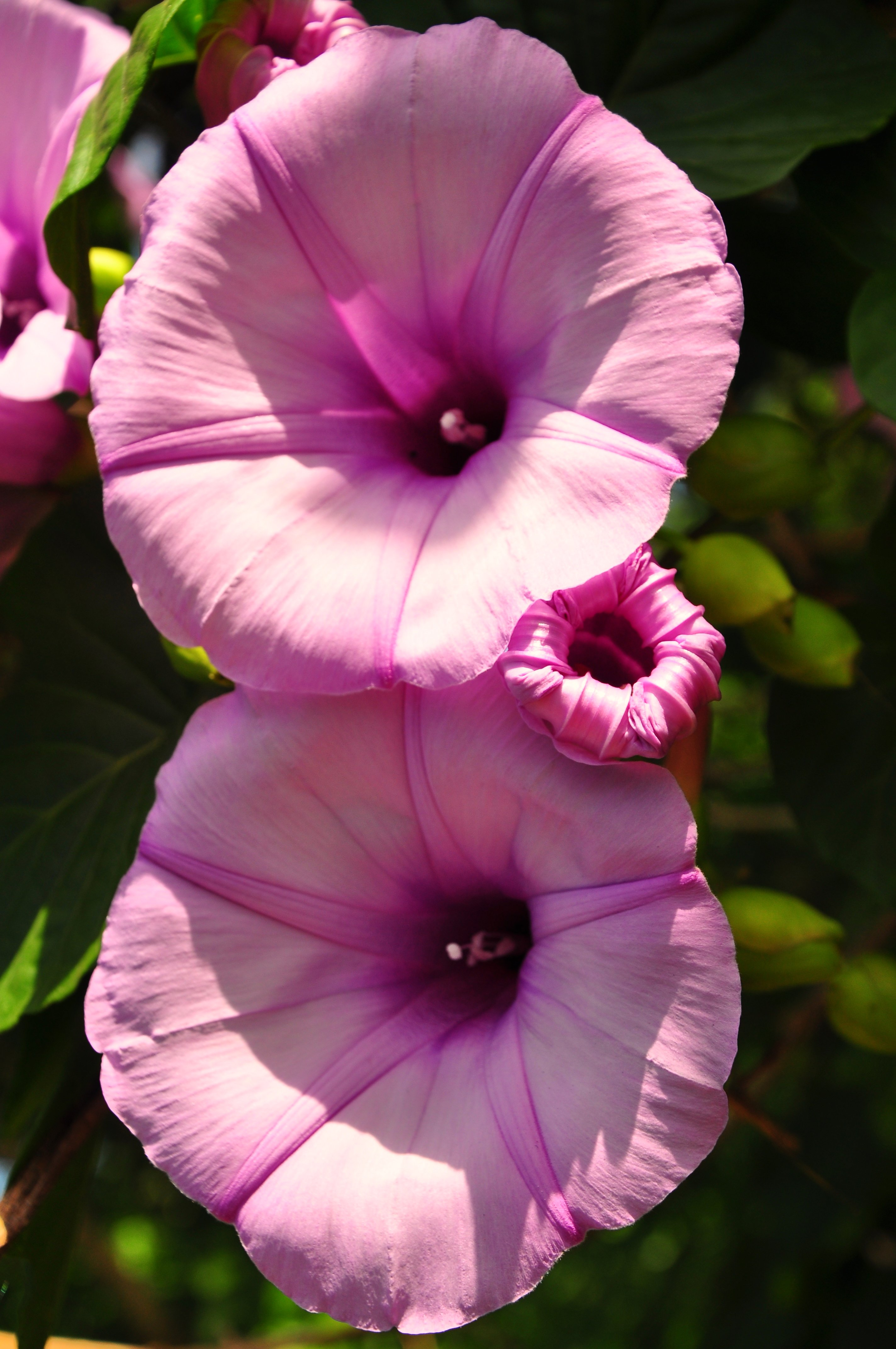
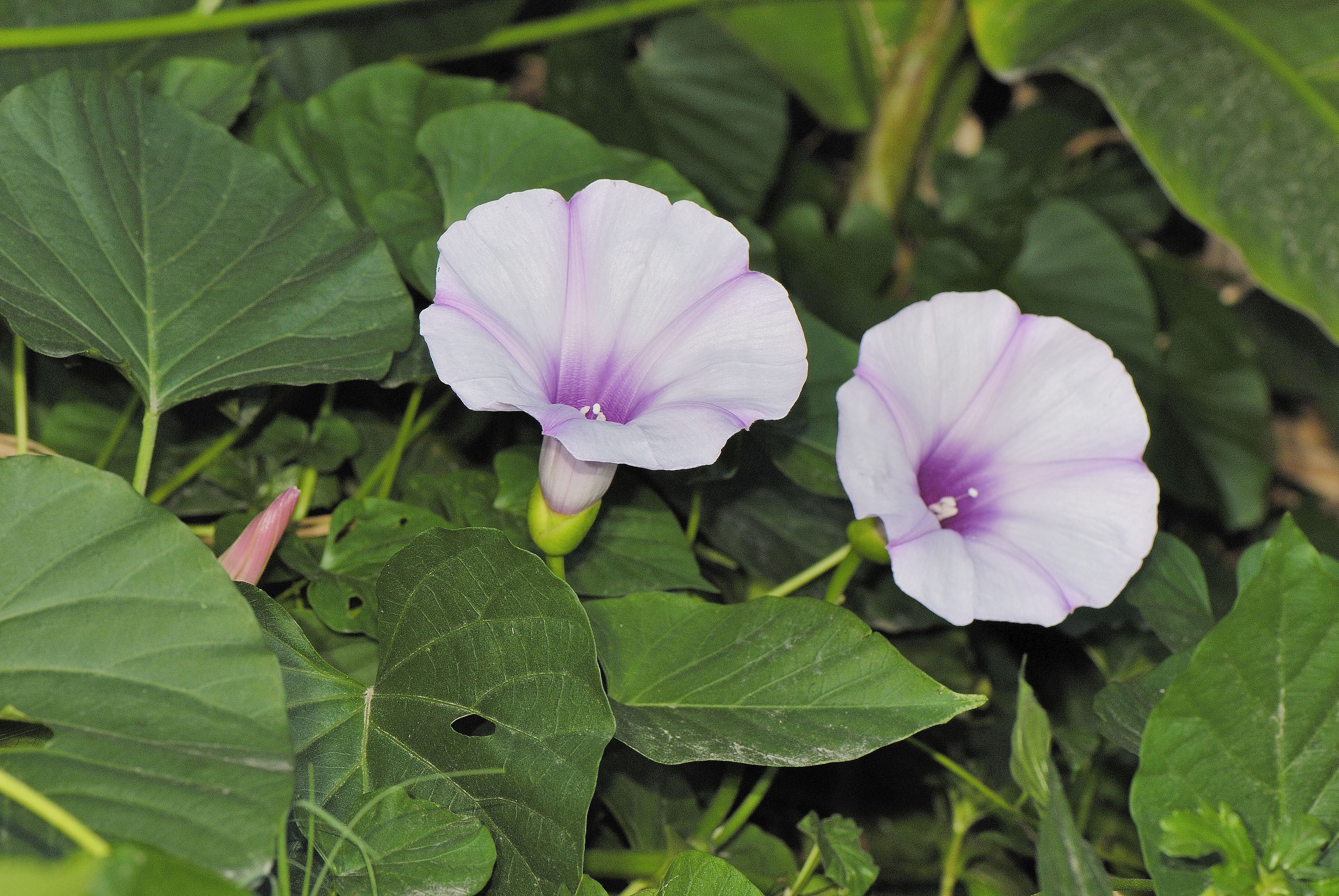
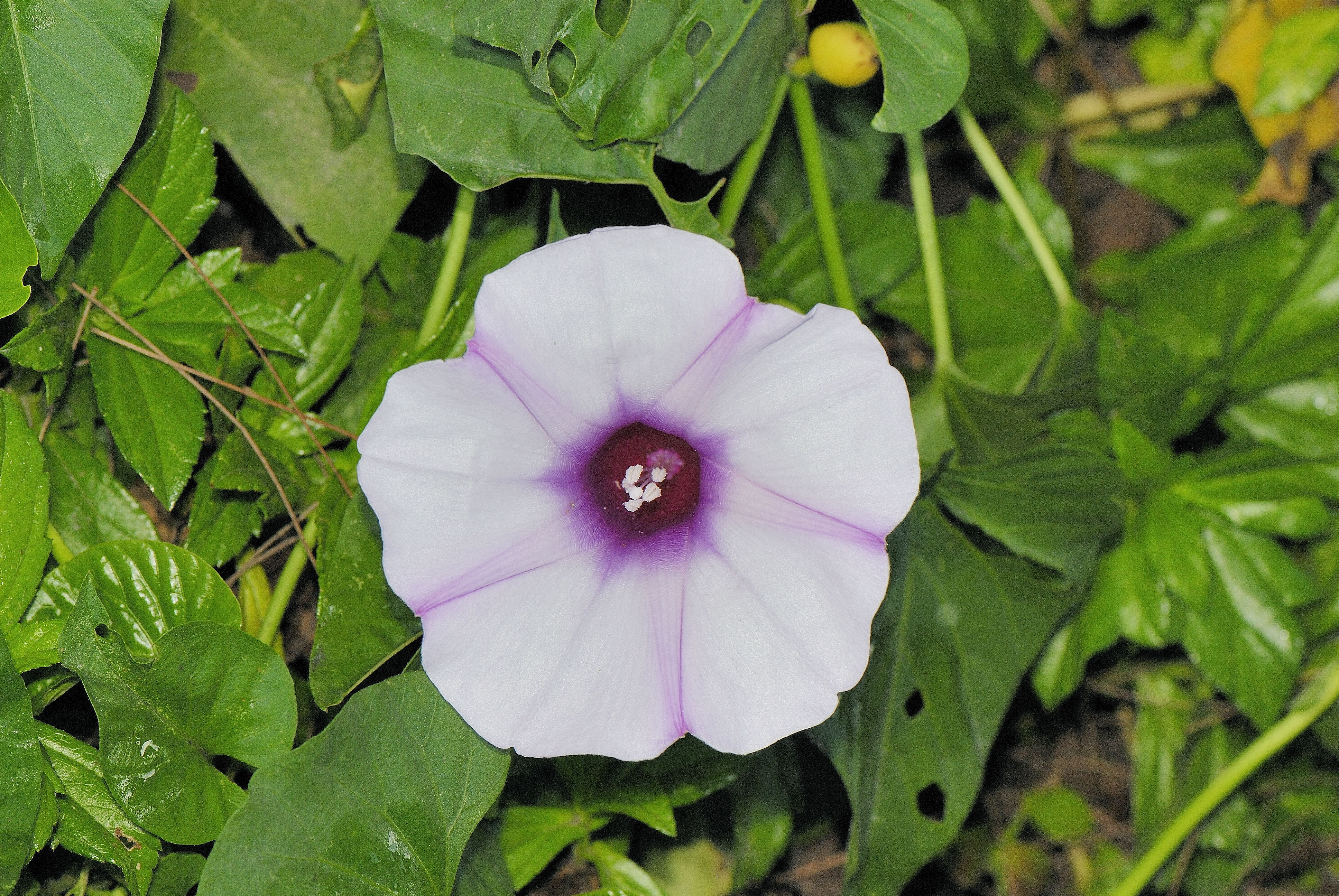
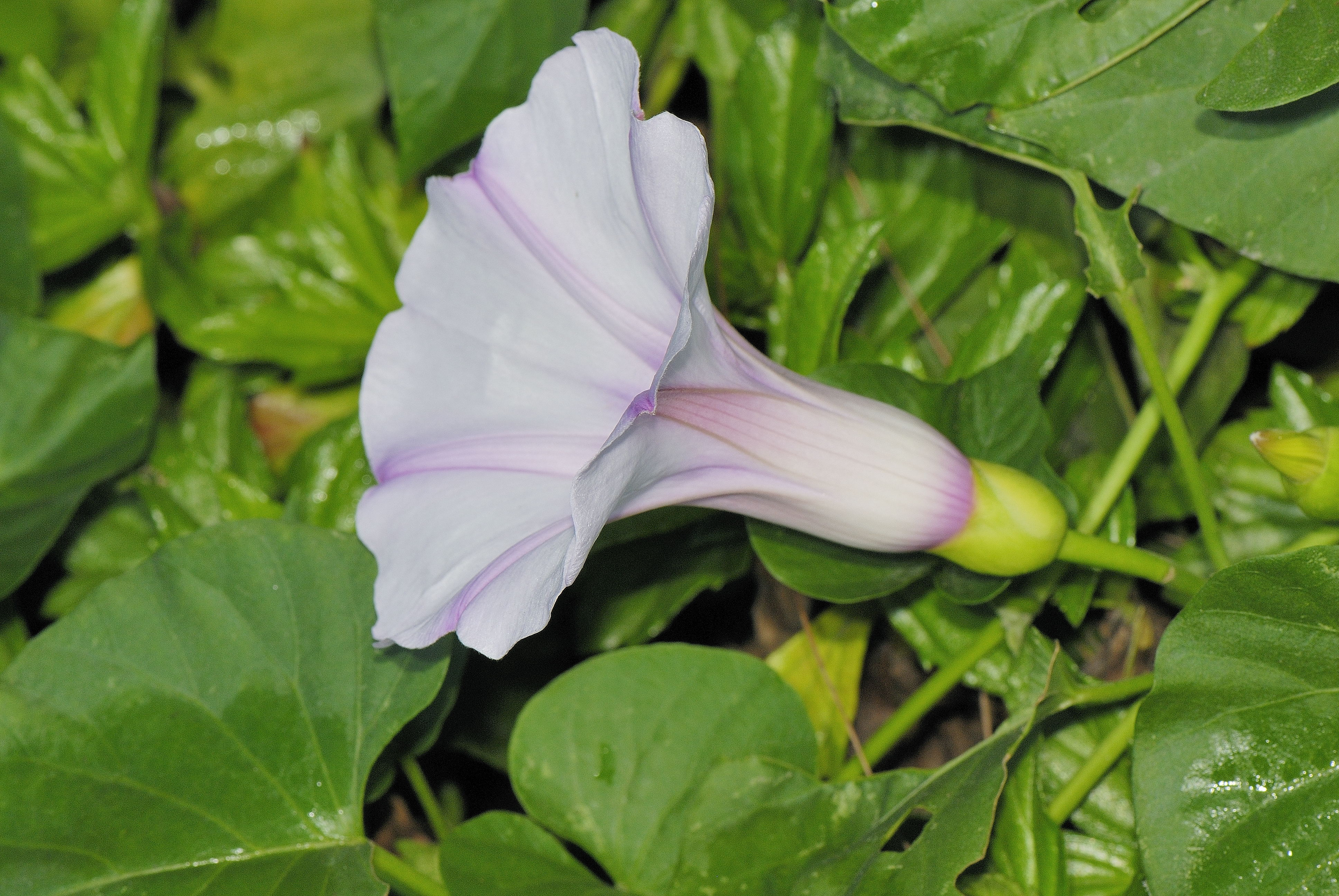